# Liste der Monuments historiques in Marcigny-sous-Thil
Die Liste der Monuments historiques in Marcigny-sous-Thil führt die Monuments historiques in der französischen Gemeinde Marcigny-sous-Thil auf.

## Liste der Objekte
| Bezeichnung                          | Beschreibung                                                             | Standort                                   | Kennzeichnung | Schutzstatus | Datum | Bild |
| ------------------------------------ | ------------------------------------------------------------------------ | ------------------------------------------ | ------------- | ------------ | ----- | ---- |
| Skulptur Madonna mit Kind            | Alabaster, 14. Jahrhundert                                               | in der Kirche Nativité-de-la-Vierge (Lage) | PM21001408    | Classé       | 1913  |      |
| Prozessionskreuz                     | Kupfer, 16. Jahrhundert                                                  | in der Kirche Nativité-de-la-Vierge (Lage) | PM21001409    | Classé       | 1913  |      |
| Skulptur Heilige Regina              | Kalkstein, farbig gefasst, 16. Jahrhundert                               | in der Kirche Nativité-de-la-Vierge (Lage) | PM21001410    | Classé       | 1976  |      |
| Pluviale und Besatz                  | Seide, bestickt, 16. Jahrhundert                                         | in der Kirche Nativité-de-la-Vierge (Lage) | PM21001411    | Classé       | 1983  |      |
| Linker Seitenaltar                   | Altaraufbau und Tabernakel; Holz, vergoldet, 17. Jahrhundert             | in der Kirche Nativité-de-la-Vierge (Lage) | PM21003387    | Inscrit      | 1972  |      |
| Skulptur Heilige Katharina von Siena | Holz, farbig gefasst, 18. Jahrhundert                                    | in der Kirche Nativité-de-la-Vierge (Lage) | PM21003388    | Inscrit      | 1972  |      |
| Gemälde Heiliger Augustinus          | Ölfarbe auf Leinwand, Holzrahmen, Anfang des 17. Jahrhunderts            | in der Kirche Nativité-de-la-Vierge (Lage) | PM21003389    | Inscrit      | 1972  |      |
| Gemälde Heiliger Dominikus           | Ölfarbe auf Leinwand, Holzrahmen, bezeichnet 1750, von Jouffroy le Jeune | in der Kirche Nativité-de-la-Vierge (Lage) | PM21003390    | Inscrit      | 1972  |      |